# Ketuba
Ketuba je judovska poročna pogodba. Velja za sestavni del tradicionalne judovske poroke in opisuje pravice in odgovornosti ženina v odnosu do neveste. V sodobni praksi ketuba nima dogovorjene denarne vrednosti in jo redko izvršujejo civilna sodišča, razen v Izraelu.